# السرب الثالث والعشرون (القوة الجوية العراقية)
السرب التاسع هو سرب من أحد أسراب القوة الجوية العراقية ويعتبر سرب مُهم جداً ويستعمل للنقل العسكري واللوجستي والإنساني.
تم تنشيط السرب في عام 2005، كجزء من إعادة بناء قوات الأمن العراقية في أعقاب غزو العراق عام 2003، وتلقى ثلاثة طائرات C-130Es كدفعة أولية كانت تعمل سابقاً في القوة الجوية الأمريكية تم إدامتها.